# Port lotniczy Al-Ajn
Port lotniczy Al-Ajn – międzynarodowy port lotniczy położy w Al-Ajn. 

## Linie lotnicze i połączenia
| Linie lotnicze         | Kierunki            |
| ---------------------- | ------------------- |
| Air India Express      | 1. Kozhikode        |
| Ariana Afghan Airlines | 1. Khost            |
| Etihad Airways         | Sezonowo: 1. Dżudda |
| Nile Air               | 1. Kair             |
| PIA                    | 1. Islamabad        |